# Hawinella kuaola
Hawinella kuaola är en urinsektsart som beskrevs av Christiansen och Bellinger 1992. Hawinella kuaola ingår i släktet Hawinella och familjen brokhoppstjärtar. Inga underarter finns listade i Catalogue of Life.